# Cyperus retrofractus
Cyperus retrofractus là loài thực vật có hoa trong họ Cói. Loài này được (L.) Torr. mô tả khoa học đầu tiên năm 1843.